# 木俣守将
木俣 守将（きまた もりまさ）は、江戸時代近江彦根藩筆頭家老。木俣清左衛門家の第7代当主。

## 家系
木俣清左衛門家は、徳川家康の家臣で井伊直政に与力として付けられ、後に、彦根藩井伊家の筆頭家老となった木俣守勝に始まる家。楠木正成の孫正勝の末裔を称す。姓は橘氏。家紋は三つ盛鱗。
代々の当主は、「土佐」「清左衛門」を通称とし筆頭家老を務めた。特に、3代守明、5代守盈、10代守彝は執権職（幕政では大老に相当）に就いている。知行高は1万石。
12代畏三が、明治33年（1900年）に男爵に叙されている。

## 生涯
元文2年（1737年）、彦根藩筆頭家老木俣清左衛門家の嫡男守貞の子として生まれる。延享5年（1748年）8月、父守盈の死去により家督相続し、彦根藩筆頭家老となる。
宝暦5年（1755年）に藩主となった直幸は、筆頭家老の守将を勝手方倹約取締頭取に任命し、藩の財政改革を推進させた。宝暦11年（1761年）10月、積銀仕法に反対する愛知川筋の農民の一揆（積銀騒動）が発生し、責任を問われて閉門処分を受けた。
寛政9年（1797年）1月25日死去。享年61。家督は嫡男守前が相続した。